# Team Uno-X - Carl Ras Roskilde Junior
Team Uno-X - Carl Ras Roskilde Junior er et dansk cykelhold fra Roskilde.

## Historie
I 2005 besluttede Roskilde Cykle Ring at skabe et nyt junior cykelhold i Danmark, for at samle de største danske cykeltalenter på ét hold. Holdet udviklede sig til et af verdens bedste juniorhold,[kilde mangler] og har i tidens løb haft ryttere som: Jonas Poulsen, Mathias Krigbaum, Lasse Norman Hansen, Casper Folsach, Rasmus Quaade, Niklas Larsen, Casper Pedersen, Frederik Rodenberg Madsen, Jakob Egholm, Mikkel Bjerg og Julius Johansen tilknyttet holdet.
I sæsonen 2013 blev Jonas Poulsen og Mathias Kriegbaum verdensmester i parløb, Mads Pedersen vandt VM sølv i landevejsløb, Mathias Kriegbaum vandt VM sølv i enkeltstart og Casper Pedersen vandt VM bronze i omnium. Mads Pedersen sluttede som nr. 2 på junior-verdensranglisten[kilde mangler] og vandt blandt andet også Paris-Roubaix Juniors. Det blev til 5 UCI-sejre og ca. 60 sejre i alt i løbet af sæsonen.
I sæsonen 2014 blev Casper Pedersen verdensmester i omnium. Mikkel Honoré vandt sølv ved ungdoms OL i Kina. Jonas Gregaard blev dansk mester i landevejsløb. Teamet blev dansk mester i holdløb på både bane og landevej.[kilde mangler] Casper Pedersen blev dansk mester i parløb og det blev til 5 UCI sejre og 25 sejre i ind- og udland. Team Kel-berg Roskilde Junior vandt holdkonkurrencen i den danske junior cup og 2 ryttere fra teamet deltog i VM på landevej 2014.[kilde mangler]
I sæsonen 2015, blev det til 33 sejre vundet i Danmark, Irland, Tyskland, Belgien, Frankrig og Holland. Teamet blev for sjette år i træk dansk mester i 4000 meter holdforfølgelsesløb på bane og for femte år i træk dansk mester i holdløb på landevej. Efter tre ud af fem afdelinger i den danske junior cup, lå holdet nummer 1 og 2 i den danske junior cup, hvor de også havde ungdomstrøjen og førte holdkonkurrencen.[kilde mangler]
I 2016 vandt Jakob Egholm junior-verdensmesterskabet i linjeløb og det blev til en sølvmedalje i enkeltstart for Mikkel Bjerg. Julius Johansen blev nr. 4 på enkeltstarten, som førsteårsjunior.
På banen har tidligere og nuværende ryttere skabt bemærkelsesværdige resultater, og alle seks ryttere ved OL i Rio 2016 var tidligere ryttere fra Roskilde: Lasse Normann, Casper Folsach, Rasmus Quaade, Niklas Larsen, Casper Pedersen og Frederik Rodenberg Madsen. Holdet vandt bronze medaljer i 4000 meter holdforfølgelse.
I januar 2017 blev teamet for ottende år i træk dansk mester i 4000 meter Holdforfølgelsesløb. Teamets andethold fik sølv.[kilde mangler]
Holdet er anset både nationalt og internationalt som et af verdens bedste junior hold.[kilde mangler].

## Holdet

### 2025
| Trup 2025                    | Trup 2025         | Trup 2025                           | Trup 2025 |
| Rytter                       | Fødselsdag        | Seneste hold                        |           |
| ---------------------------- | ----------------- | ----------------------------------- | --------- |
| Elias Andersen               | 4. september 2008 | Holbæk Cykelsport (2024)            |           |
| Jens Hjelm Hvass Hansen      | 13. marts 2007    | Holbæk Cykelsport (2023)            |           |
| Rasmus Jespersen Helt Hansen | 9. juli 2008      | Holbæk Cykelsport (2024)            |           |
| Oskar Louw Larsen            | 27. december 2007 | Roskilde Cykle Ring (2023)          |           |
| Alexander Louis Svenningsen  | 18. januar 2008   | Amager Cykle Ring (2024)            |           |
| Benjamin Thestrup            | 29. august 2007   | Zealand Cycling-Kuehne+Nagel (2024) |           |
| Aksel Storm                  | 22. oktober 2007  | Roskilde Cykle Ring (2023)          |           |
| Sylvester Vittinghus Stokbro | 16. juli 2007     | Holbæk Cykelsport (2023)            |           |
| Magnus Gimsing Åhman         | 6. marts 2007     | Tscherning Cycling Academy (2024)   |           |
|                              |                   |                                     |           |
| Kilde: ProCyclingStats       |                   |                                     |           |

### 2024
| Trup 2024                     | Trup 2024         | Trup 2024                             | Trup 2024 |
| Rytter                        | Fødselsdag        | Seneste hold                          |           |
| ----------------------------- | ----------------- | ------------------------------------- | --------- |
| Sebastian Brandt Christiansen | 7. december 2006  | Holbæk Cykelsport (2022)              |           |
| Jens Hjelm Hvass Hansen       | 13. marts 2007    | Holbæk Cykelsport (2023)              |           |
| Gustav Johansen               | 17. august 2006   | Team BACH Advokater-CEC Junior (2023) |           |
| Nikolaj Ankerstjerne Klausen  | 21. november 2006 | Team Mascot Workwear (2023)           |           |
| Peter Bheki Kring Laursen     | 18. januar 2006   | Amager Cykle Ring (2022)              |           |
| Anton Louw Larsen             | 24. juni 2006     | Roskilde Cykle Ring (2022)            |           |
| Oskar Louw Larsen             | 27. december 2007 | Roskilde Cykle Ring (2023)            |           |
| Aksel Storm                   | 22. oktober 2007  | Roskilde Cykle Ring (2023)            |           |
| Sylvester Vittinghus Stokbro  | 16. juli 2007     | Holbæk Cykelsport (2023)              |           |
|                               |                   |                                       |           |
| Kilde: ProCyclingStats        |                   |                                       |           |

#### Sejre
| 23. jun. | Danske mesterskab i landevejscykling for junior herrer | NC | Sebastian Brandt Christiansen |

### 2023
| Trup 2023                          | Trup 2023         | Trup 2023                           | Trup 2023 |
| Rytter                             | Fødselsdag        | Seneste hold                        |           |
| ---------------------------------- | ----------------- | ----------------------------------- | --------- |
| Sebastian Brandt Christiansen      | 7. december 2006  | Holbæk Cykelsport (2022)            |           |
| Peter Bheki Kring Laursen          | 18. januar 2006   | Amager Cykle Ring (2022)            |           |
| Patrick Frydkjær                   | 19. marts 2005    | Næstved Bicycle Club (2021)         |           |
| Anton Louw Larsen                  | 24. juni 2006     | Roskilde Cykle Ring (2022)          |           |
| Mathias Rimm Jeppesen              | 21. november 2006 | Roskilde Cykle Ring (2022)          |           |
| Noah Wulff                         | 14. juni 2005     | Cykle Klubben Aarhus (2021)         |           |
| Conrad Haugsted                    | 13. januar 2005   | Fri Bikeshop Zealand Cycling (2022) |           |
| Theodor Storm                      | 31. marts 2005    | Roskilde Cykle Ring (2021)          |           |
| Gustav Johansen (15. maj–31. dec.) | 17. august 2006   | Roskilde Cykle Ring (2022)          |           |
|                                    |                   |                                     |           |
| Kilde: ProCyclingStats             |                   |                                     |           |

### 2022
| Trup 2022               | Trup 2022        | Trup 2022                   | Trup 2022 |
| Rytter                  | Fødselsdag       | Seneste hold                |           |
| ----------------------- | ---------------- | --------------------------- | --------- |
| Kristian Egholm         | 16. marts 2004   | Holbæk Cykelsport (2020)    |           |
| Patrick Frydkjær        | 19. marts 2005   | Næstved Bicycle Club (2021) |           |
| Daniel Weis             | 17. juli 2005    | Roskilde Cykle Ring (2021)  |           |
| Henrik Breiner Pedersen | 3. december 2004 | Herning Cykle Klub (2020)   |           |
| Theodor Storm           | 31. marts 2005   | Roskilde Cykle Ring (2021)  |           |
| Tobias Svarre           | 19. juli 2004    | Køge Cykel Ring (2020)      |           |
| Malthe Sand Thomsen     | 14. marts 2004   | Give Cykelklub (2021)       |           |
| Nicolai Wandahl         | 19. april 2004   | Roskilde Cykle Ring (2020)  |           |
| Noah Wulff              | 14. juni 2005    | Cykle Klubben Aarhus (2021) |           |
|                         |                  |                             |           |
| Kilde: ProCyclingStats  |                  |                             |           |

#### Sejre
| 23. jun. | Danske mesterskab i enkeltstart for junior herrer      | NC | Kristian Egholm         |
| 26. jun. | Danske mesterskab i landevejscykling for junior herrer | NC | Henrik Breiner Pedersen |

### 2021
| Trup 2021               | Trup 2021        | Trup 2021                    | Trup 2021 |
| Rytter                  | Fødselsdag       | Seneste hold                 |           |
| ----------------------- | ---------------- | ---------------------------- | --------- |
| Kristian Egholm         | 16. marts 2004   | Holbæk Cykelsport (2020)     |           |
| Alexander Arnt Hansen   | 13. maj 2003     | Cycling Club Hillerød (2019) |           |
| Emil Feldberg Hansen    | 6. april 2003    | Holbæk Cykelsport (2019)     |           |
| Albert Holm             | 22. juni 2003    | Amager Cykle Ring (2019)     |           |
| Henrik Breiner Pedersen | 3. december 2004 | Herning Cykle Klub (2020)    |           |
| Lucas Schrøder          | 7. august 2003   | Køge Cykel Ring (2019)       |           |
| Tobias Svarre           | 19. juli 2004    | Køge Cykel Ring (2020)       |           |
| Frederik Bjørn Sørensen | 18. maj 2003     | Cykle Klubben Aarhus (2019)  |           |
| Nicolai Wandahl         | 19. april 2004   | Roskilde Cykle Ring (2020)   |           |
|                         |                  |                              |           |
| Kilde: ProCyclingStats  |                  |                              |           |

### 2020
| Trup 2020               | Trup 2020       | Trup 2020                       | Trup 2020 |
| Rytter                  | Fødselsdag      | Seneste hold                    |           |
| ----------------------- | --------------- | ------------------------------- | --------- |
| Kasper Andersen         | 1. juli 2002    | Cykleklubben FIX Rødovre (2018) |           |
| Jacob Christensen       | 5. august 2002  | Team Mascot Workwear (2019)     |           |
| Alexander Arnt Hansen   | 13. maj 2003    | Cycling Club Hillerød (2019)    |           |
| Emil Feldberg Hansen    | 6. april 2003   | Holbæk Cykelsport (2019)        |           |
| Albert Holm             | 22. juni 2003   | Amager Cykle Ring (2019)        |           |
| Luis Carl Jørgensen     | 12. januar 2002 | Roskilde Cykle Ring (2018)      |           |
| Tobias Lund Andresen    | 20. august 2002 | Cykleklubben FIX Rødovre (2018) |           |
| Lucas Schrøder          | 7. august 2003  | Køge Cykel Ring (2019)          |           |
| Frederik Bjørn Sørensen | 18. maj 2003    | Cykle Klubben Aarhus (2019)     |           |
|                         |                 |                                 |           |
| Kilde: ProCyclingStats  |                 |                                 |           |

### 2019
| Trup 2019                                    | Trup 2019          | Trup 2019                       | Trup 2019 |
| Rytter                                       | Fødselsdag         | Seneste hold                    |           |
| -------------------------------------------- | ------------------ | ------------------------------- | --------- |
| Kasper Andersen                              | 1. juli 2002       | Cykleklubben FIX Rødovre (2018) |           |
| William Blume Levy                           | 14. januar 2001    | Horsens Amatør Cykleklub (2017) |           |
| Andreas Byskov Sarbo (1. okt.–1. jun., note) | 14. maj 2001       | Lyngby Cycle Club (2017)        |           |
| Frederik Erringsø                            | 31. juli 2002      | Roskilde Cykle Ring (2018)      |           |
| Victor Fuhrmann Desimpelaere                 | 10. januar 2001    | Køge Cykel Ring (2017)          |           |
| Luis Carl Jørgensen                          | 12. januar 2002    | Roskilde Cykle Ring (2018)      |           |
| Magnus Kisum                                 | 22. september 2002 | Roskilde Cykle Ring (2018)      |           |
| Tobias Lund Andresen                         | 20. august 2002    | Cykleklubben FIX Rødovre (2018) |           |
| Frederik Wandahl                             | 9. maj 2001        | Roskilde Cykle Ring (2017)      |           |
|                                              |                    |                                 |           |
| Kilde: ProCyclingStats                       |                    |                                 |           |

note: Andreas Byskov Sarbo, død

### 2018
| Trup 2018                    | Trup 2018          | Trup 2018                       | Trup 2018 |
| Rytter                       | Fødselsdag         | Seneste hold                    |           |
| ---------------------------- | ------------------ | ------------------------------- | --------- |
| William Blume Levy           | 14. januar 2001    | Horsens Amatør Cykleklub (2017) |           |
| Andreas Byskov Sarbo         | 14. maj 2001       | Lyngby Cycle Club (2017)        |           |
| Victor Fuhrmann Desimpelaere | 10. januar 2001    | Køge Cykel Ring (2017)          |           |
| Mads Klinke                  | 22. juni 2000      |                                 |           |
| Marckus Njor                 | 25. juni 2001      | Cykleklubben FIX Rødovre (2017) |           |
| Mads Rasmussen               | 8. juli 2000       |                                 |           |
| Ludvig Anton Wacker          | 15. juli 2000      | Roskilde Cykle Ring (2016)      |           |
| Frederik Wandahl             | 9. maj 2001        | Roskilde Cykle Ring (2017)      |           |
| Jonas Zwisler                | 6. maj 2000        |                                 |           |
| Mattias Skjelmose            | 26. september 2000 | Amager Cykle Ring (2016)        |           |
| Matias Malmberg              | 31. august 2000    | Roskilde Cykle Ring (2016)      |           |
|                              |                    |                                 |           |
| Kilde: ProCyclingStats       |                    |                                 |           |